# Persona 3 Reload
Persona 3 Reload — японская компьютерная ролевая игра. Часть серии Persona и ремейк компьютерной игры Persona 3 2006 года. В качестве разработчика выступает внутренняя студия компании Atlus — P-Studio, в качестве издателя — Sega. Выход игры состоялся 2 февраля 2024 год для персональных компьютеров под управлением Windows и игровых приставок PlayStation 4, PlayStation 5, Xbox One и Xbox Series X/S. Первая игра в серии, которая получила официальный перевод на русский язык.

## Разработка и выпуск
Игра была официально анонсирована 11 июня 2023 года на презентации Xbox, а в качестве релизного окна был указан 2024 год. В качестве платформ выхода были названы персональные компьютеры под управлением Windows и игровые приставки PlayStation 4, PlayStation 5, Xbox One и Xbox Series X/S. В ходе Gamescom 2023 была названа конкретная дата выхода — 2 февраля 2024 года.
Оригинальная Persona 3 с момента выпуска в 2006 году получила два дополненных издания, которые вносили изменения в различные аспекты игры. В 2007 году было выпущено издание Persona 3 FES, которое добавило дополнительную сюжетную кампанию-эпилог. В 2009 году состоялся выпуск адаптированной под портативную консоль PlayStation Portable версии, которая получила название Persona 3 Portable и включала возможность игры за женского протагониста с некоторыми сюжетными отличиями от оригинальной кампании, но при этом не имела кампании из FES. Persona 3 Reload является ремейком оригинальной версии игры и не включает сюжетные дополнения из FES (кроме сюжетного эпизода Aigis: The Answer ) и Portable.

## Отзывы
| Сводный рейтинг       | Сводный рейтинг                        |
| Агрегатор             | Оценка                                 |
| --------------------- | -------------------------------------- |
| Metacritic            | 89/100 (PC) 87/100 (PS5) 86/100 (XBXS) |
| OpenCritic            | 87/100 (96 %)                          |
| «Критиканство»        | 92/100                                 |
| Иноязычные издания    |                                        |
| Издание               | Оценка                                 |
| Destructoid           | 6,5/10                                 |
| Digital Trends        | [ 12 ]                                 |
| Eurogamer             | [ 13 ]                                 |
| Game Informer         | 8,75/10                                |
| GameSpot              | 9/10                                   |
| Hardcore Gamer        | 4,5/5                                  |
| IGN                   | 9/10                                   |
| PCGamesN              | 8/10                                   |
| PC Gamer (US)         | 89/100                                 |
| Push Square           | 9/10                                   |
| RPGFan                | 97/100                                 |
| Shacknews             | 9/10                                   |
| The Games Machine     | 9,5/10                                 |
| VG247                 | [ 24 ]                                 |
| Русскоязычные издания |                                        |
| Издание               | Оценка                                 |
| GameMAG.ru            | 9/10                                   |
| GoHa.Ru               | «Эпично»                               |
| Riot Pixels           | 75 %                                   |
| StopGame.ru           | «Изумительно»                          |

Persona 3 Reload получила «в основном положительные отзывы» от критиков, согласно агрегатору рецензий Metacritic. По данным OpenCritic, 96 % рецензентов рекомендовали игру, средняя оценка от ведущих критиков составила 87 баллов из 100.